# القور
القور إحدى بلديات ولاية تلمسان تابعة لـ دائرة سبدو.